# Margrethe Thiele
Margrethe Thiele (født 14. april 1868 i København, død 18. januar 1928 i København) var en dansk filolog.
Margrethe Thiele var datter af T.N. Thiele og Marie M. Trolle.
Hun blev student fra N. Zahles skole 1887 og tog i 1895 embedseksamen med fransk som hovedfag, latin og engelsk som bifag.
Hun praktiserede ikke som lærer, men valgte i stedet at arbejde med oversættelser af videnskabelige artikler fra dansk til fransk, især for Videnskabernes Selskab.
Hun studerende franske værker for at sætte sig ind i forskellige videnskabelige terminologier, og hun fik stor indsigt i almindelig fransk sprogbrug, så efterhånden opstod tanken om at skabe en ny dansk-fransk ordbog. Fra 1918 modtog Margrethe Thiele støtte fra Carlsbergfondet til indsamling af materiale til ordbogen.
Efter hendes død blev arbejdet fuldført af Andreas Blinkenberg og ordbogen udgivet i 1937 med titlen Dansk-fransk Ordbog.
Thieles arbejde havde også en mindre betydning for den omvendte ordbog, Fransk-dansk ordbog.
Den blev udgivet i 1964 med Blinkenberg og Poul Høybye som hovedredaktører.
Kartoteket med Margrethe Thieles optegnelser opbevares på Det kgl. Bibliotek.
Margrethe Thiele sad i en årrække i bestyrelsen for Kvindelig Læsekreds, hvor hun stod for at vælge fransksprogede bøger til biblioteket.